# Echeveria chiclensis
Echeveria chiclensis är en fetbladsväxtart som först beskrevs av John Ball, och fick sitt nu gällande namn av Ernst Friedrich Berger. Echeveria chiclensis ingår i släktet Echeveria och familjen fetbladsväxter. Utöver nominatformen finns också underarten E. c. backebergii.